# Punto caliente (biodiversidad)
Un punto caliente de biodiversidad, punto crítico de biodiversidad o hotspot (anglicismo utilizado con frecuencia en idioma español) es una región biogeográfica donde hay una especial concentración de biodiversidad amenazada por la actividad humana. En 2023 existen 36 puntos críticos de biodiversidad reconocidos que albergan alrededor de 2 mil millones de personas. Para calificar como tal, deben cumplir con dos criterios estrictos:
- Contener al menos 1500 especies de plantas vasculares que no se encuentran en ningún otro lugar de la Tierra (especies endémicas).
- Haber perdido al menos 70 por ciento de su vegetación nativa primaria.

## Concepto
El término fue acuñado por Norman Myers en el año 1988 y 1990 y puesto en relevancia o reintroducido en el año 2000. Desde entonces las citas a los artículos de Myers y sus colaboradores así como la aparición del mismo término hotspot en artículos científicos se ha multiplicado exponencialmente[cita requerida].
En el artículo original de Myers, este identificaba diez hotspots asociados a bosques tropicales y los definía como zonas de elevada biodiversidad caracterizadas por niveles excepcionales de endemismos y perdidas importantes del área del hábitat en cuestión.
La organización conservacionista Conservation International comúnmente abreviado como CI, tomó el concepto de hotspot como línea de trabajo institucional en 1989. En 1996 realizó un replanteamiento del término y estableció características cuantitativas en su definición para ayudar a identificar los hotspots. Para determinar una región como hotspot esta debe cumplir dos criterios estrictos: primero, debe contener al menos 1500 especies endémicas de plantas vasculares (lo que supone menos de un 0,5 % del total de plantas vasculares identificadas en la Tierra); segundo, debe haber sufrido una pérdida de superficie de hábitat de al menos un 70% de su superficie original.

## Distribución

Mapa de hotspots de biodiversidad.
originales (2000)
agregados más adelante

El CI hace una revisión periódica de estos hotspots. En 2023 señala 36 hotspots que son los siguientes:
América
- 1 – Andes tropicales
- 2 – Mesoamérica
- 3 – Antillas o Islas del Caribe
- 4 – Bosque atlántico
- 5 – Chocó biogeográfico
- 6 – El Cerrado
- 7 – Bosque valdiviano
- 8 – Provincia florística de California
- 26 – Bosques madrenses de pino-encino
- 36 – Llanura costera del Golfo

África, Europa y Oriente Medio
- 9 – Madagascar
- 11 – Bosques guineanos de África occidental
- 12 – Región floral del Cabo
- 13 – Karoo suculento
- 10 – Selva costera oriental africana
- 14 – Cuenca del Mediterráneo y Macaronesia
- 15 – Cáucaso
- 28 – Oriente afromontano
- 29 – Cuerno de África
- 30 – Irán-Anatolia

Asia y Oceanía
- 16 – Sondalandia e Islas Nicobar
- 17 – Wallacea
- 18 – Filipinas
- 19 – Indo-burma
- 20 – Montañas del suroeste de China
- 21 – Ghats occidentales y Sri Lanka
- 22 – Suroeste de Australia
- 23 – Nueva Caledonia
- 24 – Nueva Zelanda
- 25 – Polinesia y Micronesia
- 26 – Montañas de Asia central
- 32 – Himalaya
- 33 – Japón
- 34 – Islas Melanesias Orientales
- 35 – Bosques templados de Australia oriental

En estos puntos viven un total de 150.000 especies de plantas (50 % del total mundial) y 22.022 vertebrados terrestres (77 %).

## Hotspots y conservacionismo
La utilización del término hotspot se ha extendido paulatinamente en los últimos años entre la comunidad científica y la sociedad. Con ello también se ha producido un fenómeno de extensión del concepto a todas las escalas a las que se practica la conservación, geográficamente desde la escala global original a las escalas nacionales, regionales y locales; y conceptualmente desde las especies endémicas hacía todas las especies objeto de conservación, especies endémicas pero también amenazadas, carismáticas incluso a un nivel de gestión más económico a especies cinegéticas.
Los hotspot son una herramienta conservacionista en boga. Su identificación y jerarquización permiten priorizar a la hora de la toma de decisiones en política de conservación del medio ambiente. Hay otros instrumentos de trabajo parecidos, también consistentes en la identificación, catalogación y jerarquización de puntos interesantes de cara a la conservación, como por ejemplo las ecorregiones propuestas por WWF. Normalmente, aunque los sistemas de trabajo y los criterios de selección sean diferentes dado que los objetivos últimos son parecidos si no iguales las áreas a proteger propuestas coinciden en gran medida trabajando con unos y con otros instrumentos.